# Nebria orsinii
Nebria orsinii is een keversoort uit de familie van de loopkevers (Carabidae). De wetenschappelijke naam van de soort is voor het eerst geldig gepubliceerd in 1838 door A. Villa & C.B. Villa.